# ثيوسيانات الصوديوم
 ثيوسيانات الصوديوم مركب كيميائي له الصيغة NaSCN، ويكون على شكل بلورات عديمة اللون.

## الخواص
- ينحل  مركب ثيوسيانات الصوديوم بشكل جيد في الماء، بالإضافة إلى انحلاله في كل من الأسيتون والإيثانول.
- لبلوراته بنية متوازي مستطيلات. كما تتميز هذه البلورات بأنها تتسيل بالتماس مع الهواء.

## التحضير
يحضر مركب ثيوسيانات الصوديوم من تفاعل فلز الكبريت مع سيانيد الصوديوم حسب المعادلة:
NaCN + 1/8 S8 → NaSCN
يمكن أن يحضر أيضاً من تفاعل ثيوسيانات الأمونيوم مع هيدروكسيد الصوديوم.

## الاستخدامات
- يستخدم في الكيمياء التحليلية من أجل الكشف عن أيون الحديد الثلاثي Fe +3.
- يستخدم في صناعة النسيج من أجل تحضير ألياف بولي أكريل نتريل.
- كما يستخدم في علم السبائك من أجل استخلاص وفصل الفلزات النادرة مثل الزركونيوم والهافنيوم والثوريوم.